# Избори за Представнички дом Парламентарне скупштине Босне и Херцеговине 2014. (Република Српска)
Избори за Представнички дом Парламентарне скупштине БиХ у Републици Српској 2014. одржани су 12. октобра као дио општих избора у БиХ. Број важећих гласова био је 647.615 (91,68%), а неважећих 58.809 (8,32%). Од укупног броја важећих гласова, на редовним бирачким мјестима било их је 624.390 (96,41%), поштом 17.356 (2,68%), у одсуству, путем мобилног тима и у ДКП 5.062 (0,78%), те на потврђеним гласачким листићима 807 (0,12%).

## Резултати
| Партија                           | Број гласова | %     | Број мандата | Број мандата   | Број мандата | Број мандата |
| Партија                           | Број гласова | %     | Директних    | Компензационих | Укупно       | +/–          |
| --------------------------------- | ------------ | ----- | ------------ | -------------- | ------------ | ------------ |
| Савез независних социјалдемократа | 249.182      | 38,48 | 5            | 1              | 6            | 2            |
| Српска демократска странка        | 211.562      | 32,67 | 4            | 1              | 5            | 1            |
| ПДП — НДП                         | 50.322       | 7,77  | -            | 1              | 1            | 0            |
| ДНС — НС — СРС                    | 37.052       | 5,72  | -            | 1              | 1            | 0            |
| Странка демократске акције        | 31.337       | 4,84  | -            | 1              | 1            | 1            |
| остали                            | 68.160       | 10,52 | -            | -              | -            | 0            |
| Укупно                            | 647.615      | 100   | 9            | 5              | 14           | 0            |
| Неважећи гласови                  | 58.809       | -     | -            | -              | -            | -            |
| Извор: ЦИК                        |              |       |              |                |              |              |

### Директни мандати по изборним јединицама
|                    | Изборна јединица | СНСД | СДС | ПДП | ДНС | СДА | Укупно |
| ------------------ | ---------------- | ---- | --- | --- | --- | --- | ------ |
| Изборна јединица 1 | 2                | 1    | -   | -   | -   | 3   |        |
| Изборна јединица 2 | 1                | 2    | -   | -   | -   | 3   |        |
| Изборна јединица 3 | 2                | 1    | -   | -   | -   | 3   |        |